# Lorella Stefanelli
Pour les articles homonymes, voir Stefanelli.
Lorella Stefanelli, née le 20 février 1959 à Saint-Marin, est une avocate et femme d'État saint-marinaise, membre du Parti démocrate-chrétien. Elle est capitaine-régente de Saint-Marin, avec Nicola Renzi, entre le 1er octobre 2015 et le 1er avril 2016.

## Biographie
Diplômée en droit de l'université de Bologne, Lorella Stefanelli est avocate. Membre du Parti démocrate-chrétien, elle est élue au Grand Conseil général en 2012. Le 17 septembre 2015, elle est élue capitaine-régente avec Nicola Renzi. Tous deux entrent en fonction le 1er octobre suivant pour un semestre.
De juin 2019 à novembre 2020, elle est présidente du conseil d'administration de San Marino RTV.